# Tramway de Khabarovsk
Le tramway de Khabarovsk est le réseau de tramways de la ville de Khabarovsk, capitale administrative du kraï de Khabarovsk, en Russie. Le réseau est composé de neuf lignes. Il a été officiellement mis en service le 5 novembre 1956.